# شامبفروميير (أين)
شامبفروميير (بالفرنسية: Champfromier)‏ هي بلدية فرنسية تقع في إقليم الأين في فرنسا. رمز إنسي لها هو:1081. أما الرمز البريدي لها فهو: 1410.